# Чомартан (Сучава)
Чомартан (рум. Ciomârtan) насеље је у Румунији у округу Сучава у општини Замостеа. Oпштина се налази на надморској висини од 324 m.

## Становништво
Према подацима из 2002. године у насељу је живело 224 становника, од којих су сви румунске националности.